# Yosei Otsu
Yosei Otsu (大津 耀誠 Otsu Yosei?, nacido el 7 de agosto de 1995 en Osaka) es un futbolista japonés que se desempeña como delantero.

## Trayectoria

### Clubes
| Club                | País  | Año         |
| ------------------- | ----- | ----------- |
| Thespakusatsu Gunma | Japón | 2014 - 2015 |
| J. League sub-22    | Japón | 2014 - 2015 |
| Oita Trinita        | Japón | 2016 - 2017 |
| SC Sagamihara       | Japón | 2018 -      |

## Estadística de carrera

### J. League
| Club                | Año   | J. League | J. League | Copa J. League | Copa J. League | Total | Total |
| Club                | Año   | Part.     | Goles     | Part.          | Goles          | Part. | Goles |
| ------------------- | ----- | --------- | --------- | -------------- | -------------- | ----- | ----- |
| Thespakusatsu Gunma | 2014  | 10        | 1         | -              | -              | 10    | 1     |
| Thespakusatsu Gunma | 2015  | 6         | 0         | -              | -              | 6     | 0     |
| J. League sub-22    | 2014  | 5         | 0         | -              | -              | 5     | 0     |
| J. League sub-22    | 2015  | 9         | 1         | -              | -              | 9     | 1     |
| Oita Trinita        | 2016  | 9         | 1         | -              | -              | 9     | 1     |
| Oita Trinita        | 2017  | 5         | 3         | -              | -              | 5     | 3     |
| Total               | Total | 44        | 6         | 0              | 0              | 44    | 6     |